# Joseph Peirce
Joseph Peirce (* 25. Juni 1748 in Portsmouth, New Hampshire Colony; † 12. September 1812 in Alton, New Hampshire) war ein US-amerikanischer Politiker. Zwischen 1801 und 1802 vertrat er den Bundesstaat New Hampshire im US-Repräsentantenhaus.

## Werdegang
Joseph Peirce wuchs noch in der britischen Kolonialzeit auf. Er besuchte die Schulen seiner Heimat und schloss sich beim Ausbruch des Unabhängigkeitskrieges der amerikanischen Revolutionsbewegung an. Zwischen 1775 und 1776 war er Soldat in der Kontinentalarmee. Seit 1788 trat Peirce als Politiker in Erscheinung. Er wurde Mitglied der von Alexander Hamilton gegründeten Föderalistischen Partei und war zwischen 1788 und 1801 mehrfach Abgeordneter im Repräsentantenhaus von New Hampshire. Zwischen 1789 und 1794 war er auch als Stadtschreiber tätig.
Bei den Kongresswahlen des Jahres 1800, die staatsweit abgehalten wurden, wurde Peirce für das zweite Abgeordnetenmandat von New Hampshire in das US-Repräsentantenhaus in Washington, D.C. gewählt. Dort trat er am 4. März 1801 die Nachfolge von Jonathan Freeman an. Allerdings legte er sein Mandat im Kongress bereits im Jahr 1802 nieder. Nach einer Nachwahl fiel sein Sitz an Samuel Hunt. Nach dem Ende seiner Zeit im Kongress arbeitete Joseph Peirce in der Landwirtschaft. Er starb am 12. September 1812 in Alton.